# Здравоохранение в Мариуполе
Здравоохране́ние в Мариу́поле — система организации и обеспечения медицинского обслуживания населения Мариуполя.
В городе насчитывается 32 медицинских учреждений — больницы, поликлиники, станция переливания крови, станция скорой и неотложной медицинской помощи, городские центры: гастроэнтерологический, торакальной хирургии, кровотечений, панкреатический, микрохирургии глаза и другие.

## Многопрофильные стационарные лечебные учреждения

### Донецкие областные больницы
- КУЗ «Областная больница интенсивного лечения г. Мариуполь» (до 2017 — КУ «МГБ № 2») — Центральный район Мариуполя («17-й микрорайон») ул. Троицкая, 46, телефон 51-15-31.47°06′41″ с. ш. 37°30′48″ в. д.HGЯO

### Мариупольскиегородскиебольницы
- МГБ № 1 — Кальмиусский район Мариуполя («Заводская») ул. Радина М. В., 2, телефон 43-37-81.47°08′18″ с. ш. 37°36′09″ в. д.HGЯO
- Мариупольское территориальное медицинское объединение «Здоровье ребёнка и женщины» (до 27 ноября 2012 — МГБ № 3) — Центральный район Мариуполя просп. Мира, 80, телефон 33-54-00. 47°05′50″ с. ш. 37°32′11″ в. д.HGЯO
- МГБ № 4 имени И. К. Мацука — Левобережный район Мариуполя ул. Пашковского, 4, телефон 22-22-77.47°06′37″ с. ш. 37°38′06″ в. д.HGЯO
- ГБ № 5 г. Мариуполя — Кальмиусский район Мариуполя («Куйбышевская») ул. Академика Амосова, 54, телефон 38-21-04.47°07′52″ с. ш. 37°34′10″ в. д.HGЯO
- МГБ № 9 — медсанчасть работников департамента морского флота — Приморский район Мариуполя («Водников») ул. Гагарина, 114/116, телефон 51-50-15. Отделения: эндокринологическое, реанимационное, терапевтическое (2), неврологическое, детское, ЛОР, и другие. 47°03′26″ с. ш. 37°29′35″ в. д.HGЯO
- Мариупольская городская больница скорой медицинской помощи (БСМП) — Центральный район Мариуполя ул. Бахмутская, 20а, телефон 52-91-74. Отделения: хирургическое, травматологическое, челюстно-лицевой хирургии, реанимационное, инфарктное, инфекционное, рентгенологическое и другие. 47°06′57″ с. ш. 37°32′54″ в. д.HGЯO

### Коечный фонд
| Лечебно-профилактическое учреждение                                                                  | Коек, 2017 | Коек, 2014—2013 | Коек, 2010 | Коек, 2009—2008 | Коек, 2005 | Коек, 2001 |
| --- | ---------- | --------------- | ---------- | --------------- | ---------- | ---------- |
| Областная больница интенсивного лечения г. Мариуполь (ранее — МГБ № 2)                               | 550        | 550             | 545        | 545             | 565        | 535        |
| Мариупольская городская больница № 1                                                                 | 410        | 410             | 445        | 440             | 455        | 500        |
| Мариупольское территориальное медицинское объединение «Здоровье ребёнка и женщины» (ранее — МГБ № 3) | 395        | 395             | 425        | 425             | 425        | 425        |
| Мариупольская городская больница № 4 им. И. К. Мацука                                                | 380        | 380             | 405        | 405             | 405        | 380        |
| Мариупольская городская больница № 5                                                                 | 190        | 250             | 270        | 270             | 270        | 230        |
| Мариупольская городская больница № 9 — МСЧ работников департамента морфлота                          | 320        | 260             | 370        | 370             | 420        | 440        |
| Мариупольская городская больница скорой медицинской помощи                                           | 205        | 205             | 280        | 280             | 300        | 300        |
| Мариупольский межрайонный онкологический диспансер                                                   | 200        | 200             | 200        | 200             | 200        | 200        |
| Перинатальный центр г. Мариуполя                                                                     | 130        | 130             | 150        | 150             | 150        | 150        |
| Родильный дом № 2 г. Мариуполя                                                                       | 120        | 120             | 150        | 150             | 150        | 150        |
| Мариупольский противотуберкулёзный диспансер                                                         |            |                 | 280        | 280             | 280        | 280        |
| Мариупольская городская больница № 11                                                                | 0          | 50              |            |                 | 80         | 115        |
| ВСЕГО                                                                                                | 2900       | 2950            | 3520       | 3515            | 3700       | 3705       |

## Узкопрофильные стационарные лечебные учреждения

### Диспансеры
- Мариупольская городская больница № 7 — Левобережный район Мариуполя (психоневрологический диспансер) ул. Пашковского, 4, телефон 58-10-92. Отделения: психоневрологическое (7), невралгий, диспансерное и другие. 47°06′39″ с. ш. 37°37′56″ в. д.HGЯO
- Мариупольский городской региональный онкологический — Центральный район Мариуполя просп. Мира, 80, телефон 33-51-61. Отделения: хирургическое (2) и другие.47°05′46″ с. ш. 37°32′06″ в. д.HGЯO
- Мариупольский городской наркологический — Левобережный район Мариуполя ул. Пашковского, 51, телефон 23-22-77. 47°06′30″ с. ш. 37°38′45″ в. д.HGЯO
- Мариупольский городской дерматовенерологический — Центральный район Мариуполя ул. Бахмутская, 20, телефон 33-22-16. 47°06′54″ с. ш. 37°32′49″ в. д.HGЯO
- Мариупольский городской противотуберкулёзный (ранее — противотуберкулёзный № 1) — Левобережный район Мариуполя ул. Пашковского, 2, телефон 58-25-51. 47°06′37″ с. ш. 37°37′51″ в. д.HGЯO

Упразднены:
- Противотуберкулёзный № 2 — Центральный район Мариуполя ул. Георгиевская, 72, телефон 34-91-55. 47°05′39″ с. ш. 37°32′42″ в. д.HGЯO
- Врачебно-физкультурный — Центральный район Мариуполя ул. Греческая, 49, телефон 33-65-52. 47°05′48″ с. ш. 37°33′17″ в. д.HGЯO

### Родильные дома
- Мариупольский перинатальный центр (бывший роддом № 1) — Кальмиусский район Мариуполя («Украина») ул. Металлургическая, 1, телефон 43-45-02. Отделения: родильное, послеродовое, 2 патологии беременных, новорожденных, гинекологическое, дневной стационар и другие. 47°09′07″ с. ш. 37°36′30″ в. д.HGЯO
- Мариупольский родильный дом № 2 — Левобережный район Мариуполя ул. Пашковского, 36, телефон 23-22-16. Отделения: новорожденных, акушерско-физиологическое, обсервационное, патологии беременных, консервативной гинекологии, оперативной гинекологии, анестезиологии, дневной стационар и другие.

Койки по профилям:
- - Гинекологические — 40 коек;
  - Родильные — 50 коек;
  - Патологии беременных — 30 коек

47°06′33″ с. ш. 37°38′46″ в. д.
- Родильное отделение МТМО «Здоровье ребёнка и женщины» — Центральный район Мариуполя просп. Мира, 80, телефон 33-32-37. Отделения: гинекологическое, новорожденных, патологии новорожденных, анестезиологическое и другие. 47°05′42″ с. ш. 37°32′09″ в. д.HGЯO

Упразднены:
- Родильное отделение ГБ № 9 — Приморский район Мариуполя ул. Гагарина, 114/116, телефон 35-76-88. 47°03′26″ с. ш. 37°29′35″ в. д.HGЯO

### Другие
- Мариупольская городская больница № 8 — Кальмиусский район Мариуполя (восстановительного лечения) ул. Левченко, 4, телефон 43-40-12. Отделения: восстановительного лечения, неврологическое и другие. 47°08′21″ с. ш. 37°35′36″ в. д.HGЯO

## Амбулаторные лечебные учреждения

### Центры первичной медико-санитарной помощи
- ЦПМСП № 1 г. Мариуполя — Кальмиусский район Мариуполя ул. Радина М. В., 2, телефон 46-92-67 (ранее — поликлиника ГБ № 1)47°08′18″ с. ш. 37°36′09″ в. д.HGЯO
- ЦПМСП № 2 г. Мариуполя — Центральный район Мариуполя ул. Троицкая, 46а, телефон 51-13-70 (ранее — поликлиника ГБ № 2)47°06′41″ с. ш. 37°30′48″ в. д.HGЯO
- ЦПМСП № 3 г. Мариуполя — Центральный район Мариуполя просп. Мира, 80, телефон 54-30-98 (ранее — поликлиника ГБ № 3)47°05′50″ с. ш. 37°32′11″ в. д.HGЯO
- ЦПМСП № 4 г. Мариуполя — Приморский район Мариуполя просп. Нахимова, 35, телефон 37-68-84 (ранее — поликлиника ГБ № 9)
- ЦПМСП № 5 г. Мариуполя — Левобережный район Мариуполя ул. Украинского казачества, 56, телефон 23-60-15 (ранее — городская поликлиника № 1)
- ЦПМСП № 6 г. Мариуполя — Левобережный район Мариуполя ул. Менделеева, 11, телефон 22-21-72 (ранее — поликлиника ГБ № 4)

### Медико-санитарные части предприятий и учреждений
- Мариупольского металлургического комбината имени Ильича — Кальмиусский район Мариуполя ул. Радина М. В., 2, телефон 38-38-72. 47°08′18″ с. ш. 37°36′09″ в. д.HGЯO
- Металлургического комбината «Азовсталь» — Левобережный район Мариуполя ул. Пашковского, 4, телефон 58-22-77 47°06′37″ с. ш. 37°38′06″ в. д.HGЯO
- ГУ «ТМО МВД Украины в Донецкой области» (ранее — Больница с поликлиникой ГУ УМВД) — Приморский район Мариуполя ул. Новороссийская, 28, телефон 51-31-05. Отделения: стационар, поликлиника. 47°05′39″ с. ш. 37°32′44″ в. д.HGЯO
- Медслужба СБУ по Мариуполю — Центральный район Мариуполя телефон 33-51-18.

### Стоматологические поликлиники
- КНП Мариупольский городской стоматологический центр — Центральный район Мариуполя просп. Мира, 49, телефон 34-54-07. Отделения: терапевтическое, ортопедическое, хирургическое, детское и другие. (объединил стоматологические поликлиники № 1 — № 3 г. Мариуполя)47°05′48″ с. ш. 37°33′08″ в. д.HGЯO
- КНП Стоматологическая поликлиника № 4 г. Мариуполя — Центральный район Мариуполя бульв. Шевченко, 343, телефон 51-21-17 . Отделения: терапевтическое, ортопедическое, хирургическое и другие. 47°07′06″ с. ш. 37°30′50″ в. д.HGЯO
- КНП Стоматологическая поликлиника № 5 г. Мариуполя — Кальмиусский район Мариуполя просп. Металлургов, 167, телефон 38-32-04.

Упразднены:
- Стоматологическая поликлиника № 1 — Центральный район Мариуполя просп. Мира, 104, телефон 34-52-16. Отделения: терапевтическое, ортопедическое, хирургическое и другие. 47°05′53″ с. ш. 37°31′22″ в. д.HGЯO
- Стоматологическая поликлиника № 2 — Центральный район Мариуполя просп. Мира, 49, телефон 34-54-07. Отделения: терапевтическое, ортопедическое, хирургическое, детское и другие. 47°05′48″ с. ш. 37°33′08″ в. д.HGЯO
- Стоматологическая поликлиника № 3 — Левобережный район Мариуполя ул. Воинов-Освободителей, 66, телефон (не существует 23-22-76). 58-24-75 Отделения: терапевтическое, ортопедическое, хирургическое, детское и другие. 47°05′57″ с. ш. 37°39′13″ в. д.HGЯO

### Другие
- Мариупольская поликлиника № 2 профосмотров — Левобережный район Мариуполя просп. Победы, 5, телефон 22-21-30. Отделения: периодических профосмотров, участников ЧАЭС и другие. 47°06′29″ с. ш. 37°37′02″ в. д.HGЯO
- Мариупольский городской центр профилактики и борьбы со СПИДом (ранее — Мариупольская городская больница № 10) — Левобережный район Мариуполя ул. Пашковского, 4, телефон 22-11-06

## Детские лечебные учреждения
С момента начала реформы здравоохранения в Мариуполе не осталось отдельных детских лечебных учреждений. Помощь детям оказывается в:
- Мариупольское территориальное медицинское объединение «Здоровье ребёнка и женщины» — Центральный район Мариуполя просп. Мира, 80, телефон 33-52-06. Отделения: детское хирургическое, детское травматологическое, реанимационное, соматическое (2), детское офтальмологическое, детское неврологическое и другие. Оказывается стационарная помощь, узкоспециализированная амбулаторная консультативная помощь (Ранее — Мариупольская городская детская больница)47°05′49″ с. ш. 37°32′02″ в. д.HGЯO;
- ЦПМСП № 1 — ЦПМСП № 6 г. Мариуполя — амбулаторная помощь (семейными врачами и участковыми педиатрами).

До начала 2012 года медицинская помощь детям в городе оказывалась в:
- Детская городская поликлиника — Центральный район Мариуполя просп. Мира, 80, телефон 34-74-92. Отделения: педиатрическое (2), дошкольное и другие. 47°05′48″ с. ш. 37°31′59″ в. д.HGЯO
- Детская поликлиника № 1 — Левобережный район Мариуполя ул. Украинского казачества, 56, телефон (0629) 58-24-38. 47°06′21″ с. ш. 37°39′03″ в. д.HGЯO
- Детская поликлиника № 2 — Центральный район Мариуполя просп. Строителей, 143, телефон 50-36-11. 47°06′42″ с. ш. 37°31′35″ в. д.HGЯO
- Детская поликлиника № 4 — Левобережный район Мариуполя ул. Менделеева, 11, телефон 22-12-25. 47°06′43″ с. ш. 37°38′10″ в. д.HGЯO
- Детская поликлиника № 5 — Кальмиусский район Мариуполя просп. Металлургов, 196, телефон 38-11-51. 47°08′08″ с. ш. 37°34′01″ в. д.HGЯO

## Разное
- Управление здравоохранения — Центральный район Мариуполя просп. Мира, 70, телефон 33-99-42. 47°05′47″ с. ш. 37°32′27″ в. д.HGЯO
- Городская станция переливания крови — Центральный район Мариуполя ул. Троицкая, 48, телефон 54-49-55. 47°06′43″ с. ш. 37°30′42″ в. д.HGЯO
- Городская санитарно-эпидемиологическая станция (СЭС) — Приморский район Мариуполя ул. Бахчиванджи, 57, телефон 53-36-94, 37-60-82. 47°05′35″ с. ш. 37°30′29″ в. д.HGЯOи 4 районные СЭС
- Городской центр здоровья — Центральный район Мариуполя просп. Металлургов, 121, телефон 34-13-85.